# Černovice (Brno)
Černovice (niem. Czernowitz) – historyczna gmina, dzielnica i gmina katastralna, a od 24 listopada 1990 pod nazwą Brno-Černovice również część miasta Brna, na lewym brzegu Svitavy o powierzchni 629,41 ha. 